# Kossa FC
Kossa FC' to klub piłkarski Wyspy Salomona, grający w Honiara FA League i w Solomon Islands National Club Championship.
W latach 2004–2006 drużyna była znana jako Fairwest.
W 2007 roku zdobyli tytuł Solomon Islands National Club Championship, pokonując w finale Koloale FC Honiara. Zdobycie tytułu ligi krajowej uprawniało klub do gry w OFC Champions League 2007-08.

## OFC Champions League 2007-08
Kossa zadebiutowała w O-League w październiku 2007 roku, remisując 1-1 u siebie z drużyną Vanuatu Tafea FC. Następnie wygrali swój drugi mecz z Ba F.C.

## Tytuły
- Solomon Islands National Club Championship: (1)

2006-07
- Honiara FA League: (1)

2008-09

## Występy w rozgrywkach OFC
- OFC Champions League: 1 występ.

2008: Runners-up.

## Obecny skład
Skład na 2019-20 Solomon Islands S-League
| Nr | Poz. | Piłkarz          |
| -- | ---- | ---------------- |
|    | BR   | Philip Mango     |
|    | BR   | John Telengea    |
|    | BR   | Junior Mata      |
|    | OB   | Javin Wae        |
|    | OB   | Richard Hiromana |
|    | OB   | George Leaga     |
|    | OB   | Alfie Chacha     |
|    | OB   | Pateson Tongaka  |
|    | OB   | Nixon Subu       |
|    | OB   | Joachim Waroi    |

| Nr | Poz. | Piłkarz          |
| -- | ---- | ---------------- |
|    | PO   | Edward Kasute’e  |
|    | PO   | Lawrence Fonaota |
|    | PO   | Alford Poia      |
|    | PO   | Jeffery Bule     |
|    | PO   | Charles Mani     |
|    | NA   | Harrison Mala    |
|    | NA   | Paul Hiri        |
|    | NA   | Barie Limoki     |
|    | NA   | Adrian Mara      |
|    | NA   | Dickson Baewane  |